# Bodo Schümann

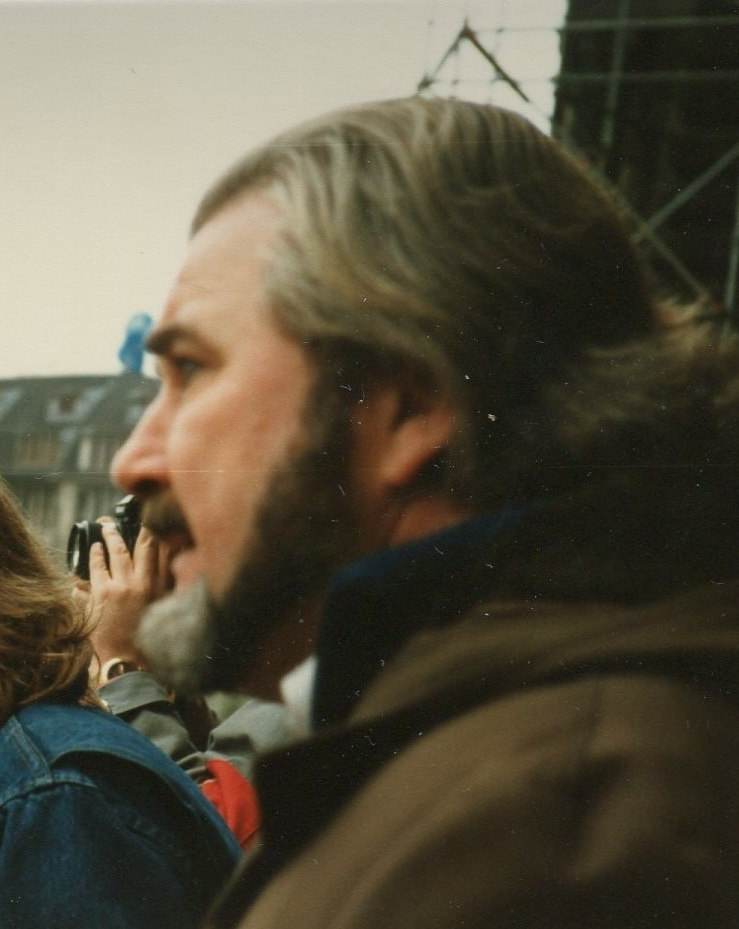
Bodo Schümann

Bodo Schümann (* 25. September 1937 in Neumünster; † 6. Oktober 2023) war ein deutscher Pädagoge, Theologe und ehemaliger Abgeordneter der Hamburgischen Bürgerschaft für die SPD.

## Leben
Nach dem Besuch der Grundschule in Einfeld legte Bodo Schümann 1959 am Gymnasium in Neumünster sein Abitur ab. Er studierte anschließend in Kiel, Tübingen und Göttingen evangelische Theologie und machte sein erstes Examen. Nach einer praktischen Ausbildung in Neumünster – unter anderem im Schuldienst – bestand er sein zweites theologisches Examen.
1967 wurde er Pastor im Hamburger Neubaugebiet Osdorfer Born. 1974 wechselte er als Lehrer an die Gesamtschule in Hamburg-Steilshoop. Von 1982 bis 2002 arbeitete er als Geschäftsführer der Elbe-Werkstätten, einer Werkstatt für behinderte Menschen in Hamburg. Anschließend war er freiberuflich als Organisationsberater tätig.

## Politik

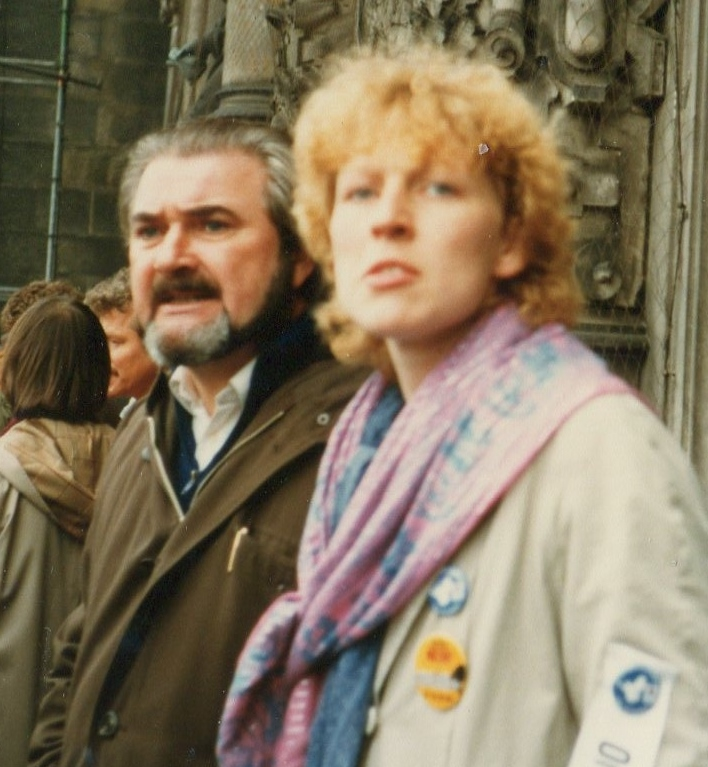
Bodo Schümann und Dorothee Stapelfeldt 1983

1967 trat Bodo Schümann in die SPD ein und wurde 1974 von den Mitgliedern in den Kreisvorstand Hamburg-Altona gewählt. Er war auch Mitglied in der GEW. Von 1970 bis 1974 zog er in die Bezirksversammlung Hamburg-Altona ein.
Von 1974 bis 1986 wurde er als Abgeordneter in die Hamburgische Bürgerschaft gewählt. Sein politischer Schwerpunkt dort lag vor allem im Ausschuss für Schule und Berufsbildung und im Bürgerausschuss. Letzterer war bis zur Verfassungsreform von 1996 auf Antrag des Hamburger Senats befugt, Ausgaben und Veräußerungen von Staatsgut zu genehmigen und in dringenden Fällen auch gesetzliche Vorschriften zu beschließen – die ihre Geltung behalten, falls das Parlament sie nicht widerruft. Im Juni 1977 gehörte er gemeinsam mit Wulf Damkowski, Jan Ehlers, Bodo Fischer, Harro Frank, Hans-Jürgen Grambow, Helga von Hoffmann, Frauke Martin, Lothar Reinhard und Ortwin Runde zu einer Gruppe von zehn SPD-Bürgerschaftsabgeordneten, die im Zusammenhang mit dem Parteiausschluss des Juso-Vorsitzenden Klaus Uwe Benneter in einem Brief an den Parteivorsitzenden Willy Brandt verlangten, dass dieser Parteiordnungsverfahren gegen 56 Hamburger SPD-Mitglieder, die sich mit Benneter solidarisiert hatten, verhindere.

## Veröffentlichungen
- Nach der Vernichtung. Der Umgang mit Menschen mit Behinderungen in der Hamburger Politik und Gesellschaft. 1945 bis 1970 (=Veröffentlichungen des Hamburger Arbeitskreises für Regionalgeschichte (HAR)), LIT Verlag, Münster 2018, ISBN 978-3-643-14178-1.
- Kurt Juster, Kabarettist, Kaufmann, jüdischer Emigrant, Pionier der Behindertenarbeit, Düsseldorf 2010, herausgegeben vom Bundesverband für körper- und mehrfachbehinderte Menschen. ISBN 978-3-910095-82-3.
- Heinrich Matthias Sengelmann als Stifter und Anstifter der Behindertenarbeit. Lit-Verlag, Münster 2001. ISBN 3-8258-5251-2.
- Gemeinsam mit Helga von Hoffmann und Werner Loewe: Der Hamburger Kessel, Mißbrauch des staatlichen Gewaltmonopols?, Vsa-Verlag 1987